# Bykowo (rejon charowski)
Bykowo (ros. Быково) – wieś w Rosji, w rejonie charowskim obwodu wołogodzkiego. W 2002 r. liczyła 4 mieszkańców, a w 2010 r. zamieszkiwały ją 3 osoby.